# Mancherjee Merwanjee Bhownaggree
Mancherjee Merwanjee Bhownaggree, fils d'un marchand parsi, né à Bombay en 1851, décédé en 1933, est le premier Britannique d'origine indienne à être élu pour le Parti conservateur à la Chambre des communes, de 1895 à 1906 dans la circonscription londonienne de Bethnal Green. Le premier parlementaire britannique d'origine indienne, Dadabhai Naoroji (en : Dadabhai Naoroji), également issu d'une famille parsie, avait été élu en 1892 pour le Parti libéral. 
Depuis lors, ce quartier de Londres fait partie de Tower Hamlets, une municipalité où plus du tiers de la population est originaire du Bangladesh et dont le quartier de Spitalfields porte l'appellation officieuse de « Banglatown ».

## Source
- (en) Sir Mancherjee Merwanjee Bhownaggree, MP for Bethnal Green, 1895-1906, Image of the Month: October 2003, The United Kingdom Parliament